# BUZZ ROOM
BUZZ ROOM（バズ・ルーム）は、TOKYO-FMにて毎週月曜日～木曜日の21:25-21:55に放送されていたラジオ番組である。2007年3月29日で放送終了。
番組自体を架空のアパートと考え、それぞれのパーソナリティは住人として扱われている。所在地は二子玉川に設定されている。FLOW、オレスカバンド、NIRGILISは深夜時間帯に新番組のナビゲーターを務める。

## 担当

### 月曜日担当 101号室
| 2005年04月18日-2005年09月26日 | dorlis        |
| 2005年10月03日-2006年03月27日 | THE BACK HORN |
| 2006年04月03日-2006年06月26日 | 鈴木みらい    |
| 2006年07月03日-2006年12月25日 | COOLON        |
| 2007年01月01日-2007年03月26日 | NIRGILIS      |

### 火曜日担当 102号室
| 2005年04月05日-2007年03月27日 | FLOW |

### 水曜日担当 103号室
| 2005年07月06日-2007年03月28日 | HALCALI |

### 木曜日担当 104号室
| 2005年04月07日-2005年09月29日 | MITO                   |
| 2005年10月06日-2006年09月28日 | キャプテンストライダム |
| 2006年10月05日-2007年03月29日 | オレスカバンド         |